# Eupsophus migueli
Az Eupsophus migueli a kétéltűek (Amphibia) osztályának békák (Anura) rendjébe és az Alsodidae családba, azon belül az Eupsophus nembe tartozó faj.

## Előfordulása
Az Eupsophus migueli Chile endemikus faja. Elterjedése Chile kis területére korlátozódik a Lingue-folyótól az ország belseje felé Colehual Bajóig (Los Ríos régió), északra El Socorróig és Boroa Surig (Araucanía régió), 30–650 m-es tengerszint feletti magasságban.

## Megjelenése
Az Eupsophus migueli kis méretű békafaj, testhossza mindkét ivar esetében 33,5–42,0 mm. Fejének hossza megegyezik feje szélességével. Pofája felülnézetben lekerekített vagy csonka, oldalnézetben pedig enyhén hegyes vagy tompa. A szélesen elhelyezkedő, oldalirányú orrlyukak kissé kiemelkednek, és közelebb vannak a szemekhez, mint az orra hegyéhez. A nagy, kiemelkedő szemek oldalirányban helyezkednek el. A tympanum kerek, jól látható, és valamivel kisebb, mint a szemek. A dobhártya jól kivehető.
Bőre a fejen, a hátán, a hasán és a végtagok felszínén sima. Hátának oldalán jól fejlett ráncai vannak, amelyek a szem hátsó sarkától a mellső végtag fölé nyúlnak. A mellső végtagok karcsúak. A külső tenyérdudor majdnem négyszögletes, a belső tenyérdudor ovális; a két dudor egyforma hosszú. Az enyhén kiálló ujjbegyek lekerekítettek, az 1. és 2. ujjakon nászpárna található. A hátsó végtagok hosszúak és karcsúak. A lábujjak vékonyak, hosszúak, lekerekített csúcsúak, a 3. és 4. lábujj között finom úszóhártyával.
A kifejlett egyedek hátszíne a vöröses és a rózsaszín között változik. Oldalának színe fehér, a hónalj- és ágyéktájékon sárga. A hasi színezet fehér. A háti felületen világosszürke foltok, a végtagokon világosszürke gyűrűk, a hasi felületen apró sötétebb foltok láthatók. Írisze sárga, fekete hálózással.
Az ebihalak teste elliptikus, enyhén lapított. Hosszuk 18,4–19,6 mm közötti. A pupillák kör alakúak. A farok hossza az ebihal hosszának 0,70-szerese. Mind a farok, mind a farokúszó lapos. A farok függőlegesen ívelt és jól fejlett izomzatú. A farokcsúcs lekerekített.

## Életmódja
Az Eupsophus migueli éjszakai életmódot folytat, és egész évben megtalálható a növényzetben a földön. Éjszaka korhadt fák és fatörzsek alatt is megtalálható. A hímek a költési időszakban a fészkeket is őrzik. A párzás feltételezhetően május és augusztus között zajlik, mivel a hímek ekkor hallatják leginkább hangjukat, és a nőstények ekkor készek párzásra.
A hímek hívása egyetlen hangból áll, amelynek átlagos időtartama 336 ms. A domináns frekvencia tartománya 1317–2098 Hz. A hívásoknak magas a felharmonikustartalma.
A peték május és június között, az ebihalak pedig május és október között találhatók meg. A petéket nedves rejtett fészkekbe rakják a szárazföldön, vagy akár fák odvaiba, a víztől távol. A fészekaljak 17-30 darab, 5,5–5,7 mm átmérőjű, egymástól könnyen szétválasztható petéből álltak. Az ebihalak a fészekben fejezik be fejlődésüket, és hím szülői gondoskodásban részesülnek.
Az Eupsophus migueli Formas leírása szerint ragadozó. Rovarokkal, férgekkel, növényekkel és szervetlen anyagokkal táplálkozik.

## Természetvédelmi helyzete
A vörös lista a veszélyeztetett fajok között tartja nyilván. Populációja csökkenő tendenciát mutat és erősen fragmentált. A faj számára a mezőgazdaság, a fakitermelés és az invazív fajok jelentenek veszélyt. Elterjedési területe nem esik védett körzetre.